# Długoterminowe rozliczenia międzyokresowe
Długoterminowe rozliczenia międzyokresowe – rozliczenia, które trwają dłużej niż 12 miesięcy od dnia bilansowego i dotyczą np. kwoty zapłaconej z góry do rozliczenia w poszczególnych miesiącach (czynsz, podatki). Należą do aktywów trwałych.